# A Moholy-Nagy Művészeti Egyetem története

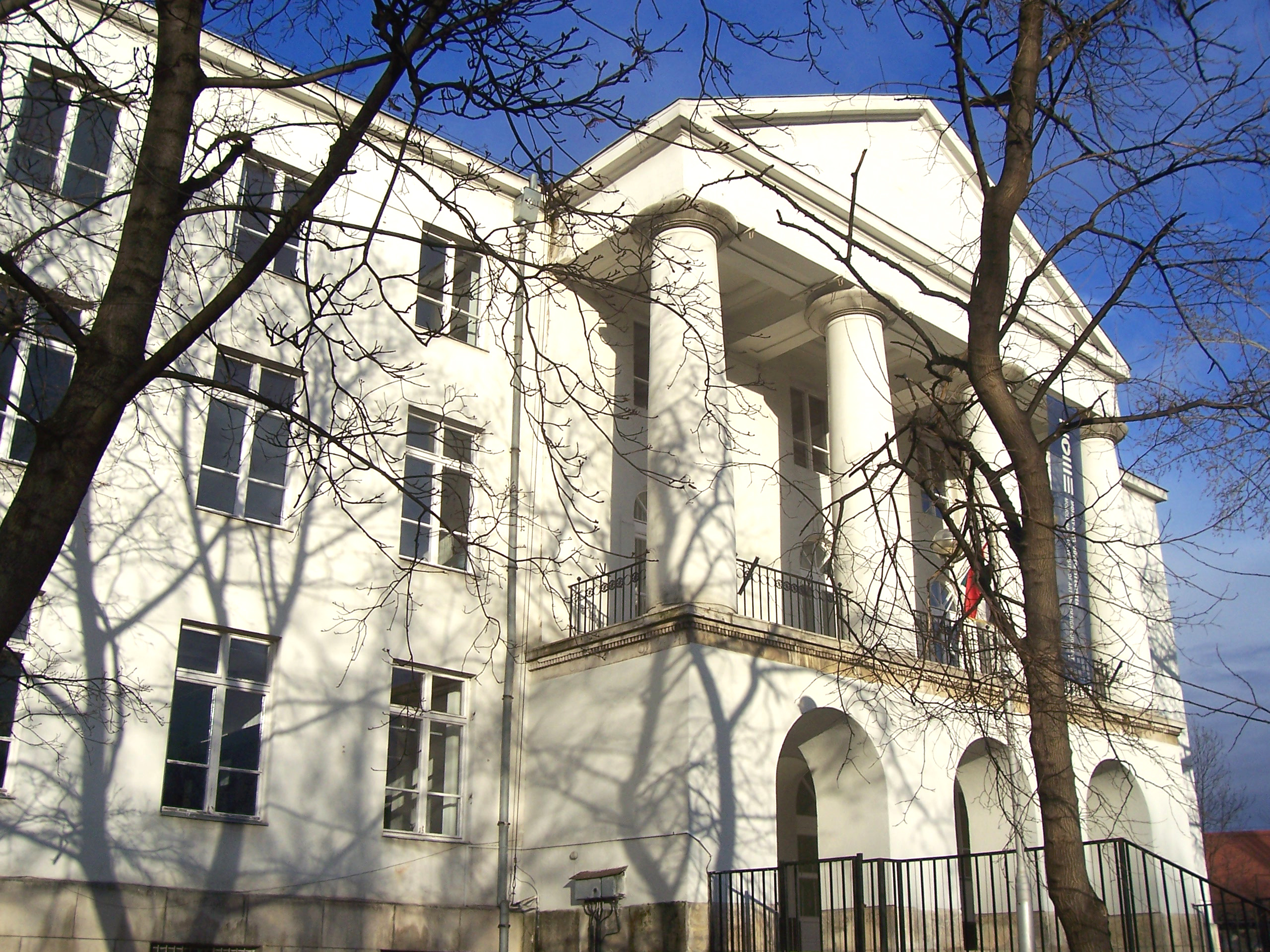
MOME főépület

A Moholy-Nagy Művészeti Egyetem története 1880-ban kezdődött. Trefort Ágoston közoktatásügyi miniszter 1880. november 14-én személyesen nyitotta meg az Országos Magyar Királyi Mintarajziskolához és Rajztanárképzőhöz kapcsolódó Országos Magyar Királyi Iparművészeti Iskolát. A két iskola közös igazgatója Keleti Gusztáv volt, aki az avatási ünnepélyen az egyetlen, műfaragászati szakosztályból álló intézmény célját a "művészibb jellegű fa és bútoripar iskolaszerű támogatásban" jelölte meg. Az új iskolának egyetlen kinevezett tanára Mátrai Muderlak Lajos szobrászművész, a fafaragászati műhely vezetője volt. Rauscher Lajos építész tervezte az iskola képzési idejét három évben állapította meg. Az első hároméves tanfolyamot öt növendék végezte el. Az 1883-84. tanévtől kezdve gyors fejlődésnek indult az intézet. Ekkor kezdődött az első ciklus tapasztalatai alapján bevezetett (előkészületi) élőkészítői osztály működése is. A műfaragászati mellett indult a mintázás, az ötvösipar és a fametszet, melyet ekkor helyeztek át a Mintarajziskolából az Iparművészeti Iskolába. Ebben a tanévben már harmincöt tanulója és az igazgatóval együtt hét tanára volt az intézetnek.

## Az új épületben 1896–1914
Fitter Kamill az iskola 1897–98-as évkönyében így határozta meg az Országos Magyar Királyi Iparművészeti Iskola feladatát: „Ennek a közvetlenül a vallás- és közoktatásügyi Magyar Királyi Minisztérium alatt álló állami szakiskolának a feladata, hogy úgy elméleti, mind gyakorlati oktatás útján a művészi ipar különféle ágai számára művészileg képzett erőket és az iparoktatás számára rajztanítókat neveljen. Ehhez képest az oktatás tárgyát a művészeteknek és a tudományoknak azok az ágai képzik, melyek arra képesítik az ifjúkat, hogy az ipari oktatásnak művészi jelleget adjon.”
A helységek az új épületben öt szinten helyezkedtek el. Négy tanterem, egy tanári és további négy helyiség állt a tanulók és a tanárok részére. Az igazgatóság a földszinten négy szobában 180 négyzetméteren helyezkedett be. Az első emeleten az ékítményes rajzolás nyolc helyiségben működött. Itt a termek mozgatható közfalakkal voltak ellátva. Összesen huszonnégy tanteremben folyt ezután a tanítás.

## Művészeti mozgalmak a századforduló idején
A Lechner–Pártos-féle épület nem csak új helyszínt nyújtott az oktatáshoz, hanem formanyelve is erősen befolyásolta a művészképzés tananyagát és tematikáját. Ebben az 1896-tól 1914-ig terjedő korszakban két mozgalom is befolyásolta az iparművészet fejlődését. Az egyik az angol Arts and Crafts Movement, amelyet W. Morris kezdeményezett a kézművesség művészi színvonalának emelésére. Hatása az iparművészeti termékek gyártásánál is megmutatkozott a tárgyformálásban, formatervezésben. A másik irányzat a magyar népművészetet helyezte előtérbe, amelynek felfedezése, feldolgozása és beépítése az iskola tananyagába elsősorban a tanároknak volt köszönhető. A két irányzat követői között ha nem is volt éles ellentét, de szemben álltak egymással. A népművészeti motívumok gyűjtésének Huszka József volt az egyik elindítója, aki szerint ezek a motívumok a nemzet eredetéről is tanúskodnak. Fitter Kamill és Radisics Jenő az Iparművészeti Múzeum igazgatója az Arts and Crafts mozgalom elsőbbségét vallották a népművészet elismerten fontos szerepe mellett. Ez az irányzat Angliában eredetileg nem volt művészetoktatási mozgalom. Műhelyoktatásra támaszkodó gyakorlatát Walter Carne honosította meg a Royal College of Artban, melynek 1898-ban igazgatója lett. Műveiből a Magyar Iparművészeti Múzeum 1900-ban kiállítást rendezett. Crane, aki az országban tett utazása során a magyar népművészet csodálója lett, személyesen is meglátogatta az iskolát. Az utazás eredményeként paradox módon az Art and Crafts képviselőjeként mégis a népi iránynak azokat a híveit erősítette meg felfogásukban, akik a hazai ornamentika forrását a népművészetben keresték. Az 1898. év november első hetében az Iparművészeti Múzeum nagycsarnokában iskolai kiállítást is rendeztek, ennek tanulságaira támaszkodva a tanári kar egy belső reform keresztülvitelére is törekedett.

## Első világháború
Az első világháború idején az iskola tanárai, növendékei és tisztviselői saját költségükön 100 ágyas hadikórházat szereltek fel az épületben a KÉVE művészegyesület segítségével. A betegek ellátásán túl kézműves oktatást szerveztek a háborúban megvakult katonák számára. 1914–1918 között a szakosztályok munkája a háború jegyében zajlott. A rajztermek egy része átalakult kórtermekké. Az iskola kórházába sok sebesült iparművész is került, akik gyógykezelésük alatt oktatásban is részesülhettek. A lábadozó sebesültek modellként is működtek. Emléktárgyak, hadsegélyező érmék, kórházmodellek, hősi síremlékek tervezése folyt a különböző hadsegélyező és vöröskeresztes intézmények részére, s a befolyó tiszteletdíjat jótékony célra adományozták. Az 1914-15. tanévben a rendes növendékek harmada és az esti növendékek negyede vett részt harctéri szolgálatban. A háborúnak harmincöten estek áldozatul az iskolából. A hősi halottak között két fiatal tanársegéd is volt, Ortner Ferenc és Gábor Nádor személyében. 1915 őszén a tanítás a háború miatt csak októberben indult el az új igazgató, Nádler Róbert vezetésével. 1918 kül- és belpolitikai eseményei az iskola munkáját zilálttá tette. Ekkor került az iskolához Torockai Wigand Ede, Kós Károly, Haranghy Jenő, Ferenczy Béni és Ferenczy Noémi is. 1924-től az Iparművészeti Iskola igazgatóit két-két évre választották, akiket egy négy főből álló igazgatói tanács segített munkájában. Hat évre emelkedett a tanulmányi idő. Ez a rendszer 1936-ig tartott. Ezután újra módosult a képzés felépítése.
1918 őszén a Károlyi Mihály-kormány kinevezi Kós Károlyt főiskolai tanárnak a budapesti Iparművészeti Főiskolára. Az első világháború és az utána következő változások a különböző államokat különféleképpen érintették. Hazánkban a vesztett háború, a magyarországi Tanácsköztársaság bukása és az új gazdaságföldrajzi helyzetet teremtő trianoni békeszerződés után lassan indult meg a gazdasági rekonstrukció. 
A változás jelei csak a 20-as évek derekától érződtek, azonban a nálunk agrárválsággal összefonódott, hatalmas munkanélküliséggel kísért túltermelési gazdasági világválság (1929 – 1933) következtében súlyos visszaesés történt számos fontos iparágban.
A gazdasági tényezők és az ipari színvonal által legjobban meghatározott építészet és iparművészet helyzetét a hivatalos kultúrpolitika a haladó felfogású tervezők mellőzésével is nehezítette. Az eklektika, a népies-magyaros jellegű törekvések és az avantgarde irányzatok nemegyszer, nem egy alkotó munkájában – a megrendelő által motiváltan – összetetten jelentkeztek: gondoljunk csak Kozma Lajos pályának alakulására.

## 1919 és 1945 között
A romló gazdasági helyzetben az egzisztenciák védelmére művészcsoportok alakultak. 1920-ban létrejött a Cennini társaság, de ugyanebben az évben el is hunyt Körösfői Kriesch Aladár. 1924-ben jelentős változást hozott az iskola életében az új szerkezeti szabályzat bevezetése. 1925-től, Simay Imre igazgatósága alatt a szaktanfolyamok hét szakosztályra tagozódtak: építőművészet, díszítőfestészet, díszítőszobrászat, grafika, kerámia, ötvös-ékszerészet-zománcozás és textilművészet. 1923 nyarán az iskola – főleg népművészeti anyagáért – a milánó-monzai nemzetközi iparművészeti kiállításon aranyérmet kapott. A megreformált tanterv eredményeinek bemutatására az 1926 őszén rendezett Iparművészeti és Iparrajz Oktatási Országos Kiállításon kerülhetett sor, melyet az Iparművészeti Múzeum nagycsarnokában csodálhatott meg a közönség. Az 1928–29-es tanév alkotásai a római és barcelónai nemzetközi kiállítások magyar osztályain, valamint az észak-amerikai és a japán vándorkiállítások gyűjteményében szerepeltek. Barcelónában aranyérmet és kitüntető oklevelet kapott az iskola. 1930. november 15-én jubiláris kiállítást rendeztek az iskola 50 éves fennállása alkalmából. Az Iparművészeti Múzeum hatalmas kiállítási csarnokát Györgyi Dénes tanár tervei szerint rendezték be.
A második világháború idején egyre nehezebbé vált az oktatás, végül ellehetetlenült a tanítás. 1940 nyarán az iskola néhány volt növendéke támadó szellemű röpiratban foglalkozott az intézet tanítási módszerével és szervezeti kérdéseivel. Októberben egy másik röpirat gyökeres szervezeti reformot és az iskolának főiskolai rangot követelt. A röpirat megjelenésének hatására a korábban ez ügyben történt intézkedések felgyorsultak. Igényként merült fel továbbá az iskolai előképzettség határának felemelése és érettségihez kötése. Újabb reform tervezetek születtek. 1943-ban nyilvánosságra került a tervezett főiskola szervezeti szabályzata. A szakosztályi tagozódás változatlanul hagyása mellett technikai tantárgyak és a népművészet kapott hangsúlyos szerepet a tervezetben. 1944. január 1-jétől új igazgató Fáy Aladár állt az iskola élére, aki könyvében A magyarság díszítő- ösztönében Crane példáját követve a népművészet belső összefüggéseit kereste, melyek egy népi jellegű konstruktív művészet megteremtéséhez járulhatnak hozzá.
A háború alatt a Nemzetközi Vöröskereszt klinikai mentőállomása foglalta el az iskolát. Talán ennek volt köszönhető, hogy az épületet ért belövések ellenére az intézmény felszerelése és értékei megmenekültek. Mivel a romeltakarítási munkák jól haladtak, intézkedések történtek a tanítás mielőbbi megkezdése érdekében. 1945. február 22-én a Népszava és a Szabadság hasábjain Pál Lajos megbízott igazgató felhívta az iskola hallgatóit, hogy folyó hó 27-én délelőtt jelentkezzenek az intézetben. Az 1944-45. tanévben a hat évfolyamon tizenöt díszítőfestő növendéke volt az intézetnek. A kényszerű téli szénszünetben színházaknál, műhelyekben és tervezőirodákban helyezték el a budapesti növendékeket, a vidékieket pedig levelezéssel irányították a tanárok. Az 1945-ös csonka tanév július 7-én véget ért.

## Bauhaus hatása
1931-ben a kultuszminiszter megszüntette az önkormányzatot és Helbing Ferencet, a már 1927-ben megválasztott igazgatóját bízta meg továbbra is az iskola vezetésével. A Bauhaus szellemisége főleg a bútor- és interieurtervezésben jelentkezett. A Magyar Iparművészet című lap ugyan kezdettől fogva figyelemmel kísérte a Bauhaus működését, de fenntartásával viseltetett iránta. „A küzdelem a népművészeti hullám pillanatnyi elültével a célszerű puritán forma és a technikai fejlődés jogainak elfogadtatásáért folyt. Ebben a küzdelemben az építészek játszották a főszerepet. A Bauhaus feloszlatása után 1934-ben Walter Gropius Budapestre látogatott és nagy hatású előadást tartott a Magyar Mérnök- és Építész-Egyletben, Az új építészet mérlege címmel.” (Mezei Ottó 1975. 50. o.)
Kassák, a magyar avantgárd mozgalom vezére egy alkalommal járt a német fővárosban: 1922 novemberében. Berlin avantgárd irodalmi, művészeti csoportosulásaival azonban már jóval korábban kiépített kapcsolatokat. Folyóiratait, az 1915-ben Budapesten megindított A Tettet, majd ennek betiltása után az 1916-tól kiadott a Mát szoros szálak fűzték a berlini Die Aktionhoz és a Der Sturmhoz. 1921 áprilisától, amint a német fővárosban élő Moholy-Nagy László a Ma németországi képviselője lett, Kassákék berlini kapcsolatai tovább erősödtek. A szintén Berlinben tartózkodó Kállai Ernő rendszeresen beszámolókat írt a Ma részére a német fővárosban látható új tárlatokról, Moholy-Nagy pedig képzőművészeti illusztrációs anyaggal látta el Kassákékat. Kassák Lajos 1922. november 11-i berlini útját Moholy-Nagy László és Kállai Ernő készítették elő.

## 21. század
2019. szeptember 6-án átadták az egyetem új zugligeti kampuszát.

## Fejlesztések a tantervben
Szablya-Frischauf Ferenc festőművész és formatervező, a lakásművészeti tervezések tanára 1936-ban lett az intézmény igazgatója. Az 1936-37. tanévtől kezdve az első két év valamennyi szakosztályában a gyakorlati képzés időszaka lett. Így a heti 44 órás tanulmányi időnek több mint a felét a szakoktatás töltötte ki. 1944. január 1-jétől új igazgató Fáy Aladár állt az iskola élére, aki könyvében A magyarság díszítő- ösztönében Crane példáját követve a népművészet belső összefüggéseit kereste, melyek egy népi jellegű konstruktív művészet megteremtéséhez járulhatnak hozzá. 1938 őszén megrendezett Első Magyar Országos Iparművészeti Tárlaton nagy sikerrel szerepeltek a tanári kar tagjai is.1938 és 41 között, az iskolai tanítás sikeres kiegészítőjeként több új ösztöndíj bevezetésére nyílt lehetőség. Az eddig is létező külföldi és a székesfehérvári művészeti ösztöndíjon kívül kétszáz pengős Horthy Miklós ösztöndíjára, az Iparművészeti Társulat százhúsz pengős ösztöndíjára, a Budapesti Kereskedelmi és Iparkamara nyolcvan – nyolcvan pengős ösztöndíjára és a Magyar Divatcsarnok Rt. igazgatósága által adományozott 1725 pengős tanulmányi segélyre lehetett pályázni. A Magyar Iparművészek Országos Egyesületének érmét a legkiválóbb eredménnyel végző tanulók kapták.
A Főiskolát a Magyar Népköztársaság Elnöki Tanácsa 1971. évi 20. számú törvényerejű rendeletével 1971. szeptember 1-jei hatállyal – elnevezését megtartva – egyetemi rangra emelte.